# Beloslava de Bulgaria
Beloslava (en búlgaro: Белослава) fue una princesa búlgara y reina consorte de Serbia (1234-43). Fue la esposa del rey Esteban Vladislav I de Serbia.
Beloslava fue la hija del zar Iván Asen II de Bulgaria y su primera esposa, Ana (nombre religioso Anisia), mencionada en el sínodo de la iglesia búlgara. Iván Asen II y Ana tuvieron otra hija - María, que se casó con Manuel de Epiro. En realidad Beloslava y su hermana María fueron hijas ilegítimas de Iván Asen II, debido a que su primer matrimonio con Ana no fue reconocido por la Iglesia ortodoxa búlgara. El linaje real Beloslava y María no fue cuestionado y fueron clasificadas de alto rango debido a que ambas princesas fueron designadas para esposas de personas con alto estatus aristocrático.
Después de la batalla de Klokotnitsa Bulgaria se convirtió en el primer poder político en los Balcanes y Beloslava se casó con el príncipe serbio Esteban Vladislav. El matrimonio fue arreglado por su tío - Rastko Nemanjić con el fin de garantizar las buenas relaciones entre Serbia y Bulgaria.
Beloslava y Esteban Vladislav tuvieron tres hijos:
- Esteban
- Desa, un Zupan
- Una hija de nombre desconocido, que se casó con un noble balcánico

En 1234 Bulgaria ayudó con un golpe de Estado en Serbia que derrocó a Esteban Radoslav, un yerno de Teodoro Comneno Ducas, y lo reemplazó con su hermano Esteban Vladislav. Esteban Vladislav asumió el trono del rey serbio como Esteban Vladislav I y Beloslava se convirtió en la nueva reina consorte de Serbia.
La influencia política búlgara en Serbia finalizó después de la muerte de zar Iván Asen II, durante las invasiones de los tártaros en la Europa occidental. En 1243 Esteban Vladislav fue derrocado por su hermano menor Esteban Uroš I y Beloslava huyó a Dubrovnik, donde se refugió. El nuevo rey serbio insistió en que Beloslava debía mantenerse bajo estricto control por las autoridades de Dubrovnik. En consecuencia Dubrovnik envió un juramento por escrito a Esteban Uroš que a Beloslava no se le permitiría regresar a Serbia por ningún motivo.
Pronto el conflicto entre Esteban Vladislav I y Esteban Uroš fue resuelto. Después de negociaciones Esteban Vladislav renunció a la corona y Esteban Uroš le permitió gobernar el Principado de Zeta, pero Esteban Vladislav mantuvo el título de rey. Pronto Beloslava regresó a Serbia y se unió a Esteban Vladislav I en el gobierno de Zeta. Ella también mantuvo el título de reina.